# Hungarian Juniors 1993
Das Hungarian Juniors 1993 fand als bedeutendstes internationales Nachwuchsturnier von Ungarn im Badminton vom 2. bis zum 4. April 1993 in Budapest statt. Es war die 2. Auflage der Veranstaltung.

## Finalergebnisse
| Disziplin    | Sieger                              | Finalist                        | Ergebnis           |
| ------------ | ----------------------------------- | ------------------------------- | ------------------ |
| Herreneinzel | Jan Kostelecký                      | Tamás Lábodi                    | 15–0, 15–5         |
| Dameneinzel  | Markéta Koudelková                  | Andrea Ódor                     | 10–12, 11–8, 12–10 |
| Herrendoppel | Tamás Lábodi Viktor Cséti           | Jan Kostelecký Michal Severa    | 15–9, 18–16        |
| Damendoppel  | Markéta Koudelková Romana Cihlarová | Jana Daňhelková Dita Feiferová  | 15–9, 15–9         |
| Mixed        | Jan Kostelecký Markéta Koudelková   | Tamás Lábodi Melinda Keszthelyi | 15–10, 15–5        |